# Lezo (manzana)
Lezo es el nombre de una variedad cultivar de manzano (Malus domestica). Esta manzana está cultivada en diversos viveros entre ellos algunos dedicados a conservación de árboles frutales en peligro de desaparición. La manzana 'Lezo Sagarra' es originaria de Guipúzcoa en el municipio de Lezo, comarca de San Sebastián, donde tuvo su mejor época de cultivo comercial antes de la  década de 1960, y actualmente en menor medida aún se encuentra, siendo cultivada para la elaboración de sidra.

## Sinónimos
- "Manzana Lezo",[6][7][8]
- "Lezo Sagarra".

## Historia
'Lezo' es una variedad de manzana cultivada en Guipúzcoa está considerada incluida en las variedades locales autóctonas muy antiguas, cuyo cultivo se centraba en comarcas muy definidas. Se caracterizaban por su buena adaptación a sus ecosistemas y podrían tener interés genético en virtud de su adaptación. Estas se podían clasificar en dos subgrupos: de mesa y de sidra (aunque algunas tenían aptitud mixta).
'Lezo' es una variedad mixta, clasificada como de mesa, también se utiliza en la elaboración de sidra; difundido su cultivo en el pasado por los viveros comerciales y cuyo cultivo en la actualidad se ha incrementado en su uso para elaboración de sidra.

## Características
El manzano de la variedad 'Lezo' tiene un vigor fuerte; florece a finales de abril; tubo del cáliz triangular, pequeño o en embudo cortísimo, y con los estambres insertos muy bajos.
La variedad de manzana 'Lezo' tiene un fruto de tamaño medio, más bien pequeño; forma esférica aplastada por los dos polos, con contorno irregular con algunas marcadas protuberancias; piel levemente untuosa al tacto, frotada adquiere brillo; con color de fondo amarillo verdoso, importancia del sobre color medio, siendo el color del sobre color rojo y rosado, siendo el reparto del sobre color en chapa/pinceladas, con chapa teñida de rosa con
pinceladas de rojo vivo, y una sensibilidad al "russeting" (pardeamiento áspero superficial que presentan algunas variedades) débil; pedúnculo grueso y medio o corto, casi siempre hasta el borde, ensanchado en su extremo, simulando a veces que está hundido en la cavidad, anchura de la cavidad peduncular estrecha pero con los bordes biselados, dando la sensación de que es amplia y profunda, profundidad de la cavidad pedúncular es poco profunda con fondo con ruginosidad marrón con brillos metálicos en forma estrellada, no llega a los bordes, borde irregularmente aplastado pero a la vez ondulado, y con una  importancia del "russeting" en cavidad peduncular media; anchura de la cavidad calicina estrecha, profundidad de la cav. calicina poco profunda, algunos frutos la presentan casi superficial, otros hundida, fondo muy oscuro con aureola ruginosa alrededor del ojo, borde en círculo pequeño como una coronita formada por fuerte ondulado pero de ondas pequeñitas presentando un aspecto extraño, las paredes de la cavidad son casi verticales y como arrugadas desde los bordes al ojo, y de la importancia del "russeting" en cavidad calicina débil; ojo aparece como contraído en el fondo, cerrado y pequeño; sépalos triangulares, carnosos en la base.
Carne de color blanca con algún punto teñido de rosa; textura jugosa pero a la vez seca; sabor característico de la variedad, con ligero amargor, aún
cuando al principio parece ser dulce; corazón centrado o desviado, pequeño, globoso; eje abierto; celdillas arriñonadas, pequeñas o medias, con alguna raya lanosa; semillas regulares o alargadas, recubiertas de lanosidad muy adherida, color oscuro.
La manzana 'Lezo' tiene una época de maduración y recolección media en el otoño, se recolecta en septiembre. Tiene uso mixto pues se usa como manzana de mesa, y también como manzana para elaboración de sidra.